# 애플바나나
애플바나나(apple+banana)는 필리핀 원산 3배체 바나나 재배 품종이다. 라툰단바나나(타갈로그어: saging latundan 사깅 라툰단)나 툰단바나나(타갈로그어: saging tundan 사깅 툰단)로도 불린다. 라카탄바나나, 사바바나나와 함께 동남아시아에서 가장 흔히 볼 수 있는 바나나이다.

## 사진

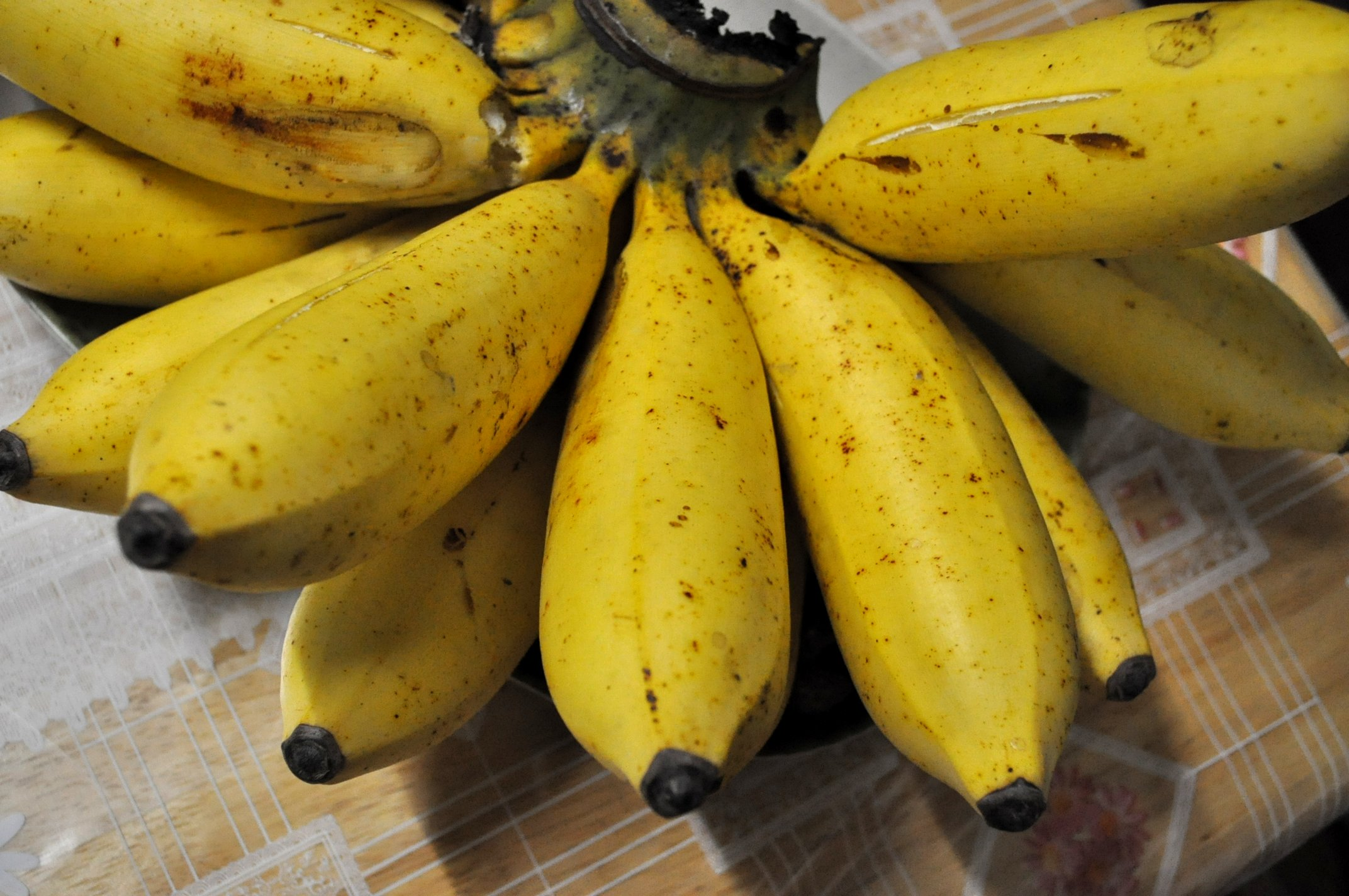
애플바나나
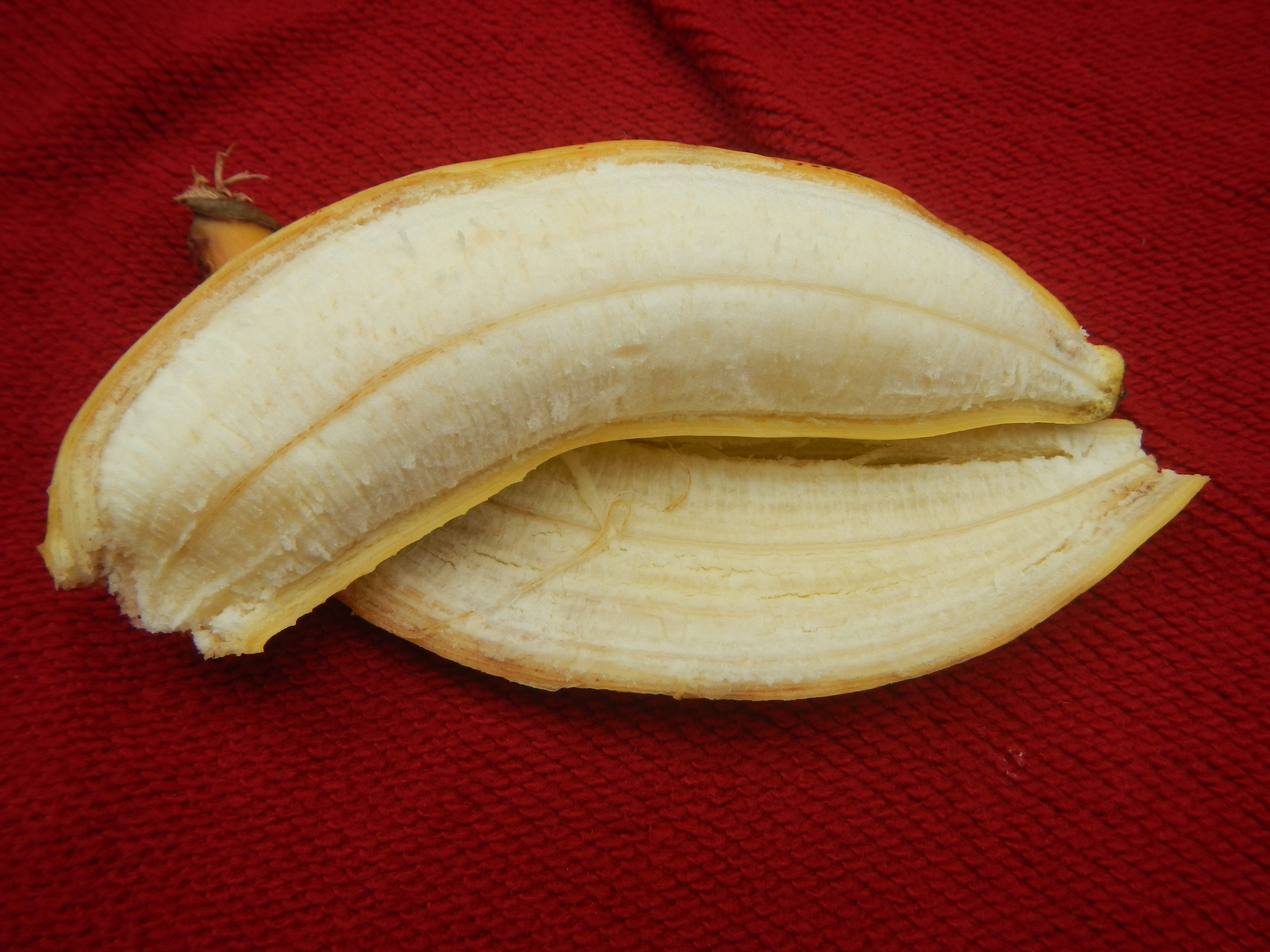
껍질 벗긴 애플바나나

## 같이 보기
- 바나나
- 파초속